# Hednota relatalis
Hednota relatalis là một loài bướm đêm thuộc họ Crambidae. Chúng được tìm thấy ở nửa phía nam Úc, bao gồm Tasmania.

## Hình ảnh

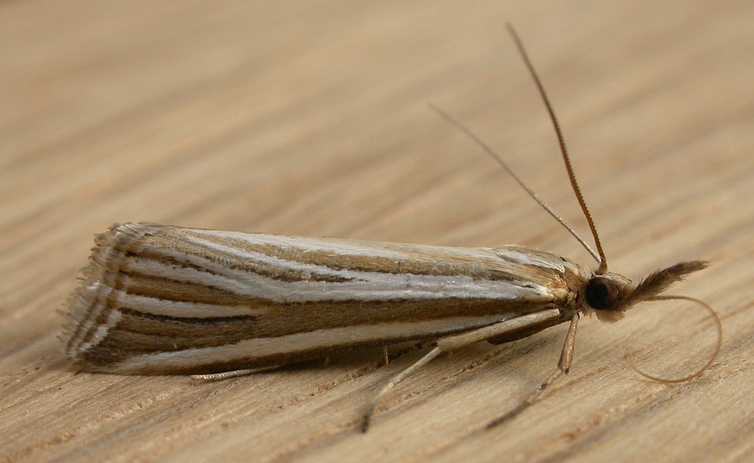